# Jason Morgan
Jason Morgan (Kingston, 6 ottobre 1982) è un discobolo giamaicano.
Nel 2007, 2011 e 2015 ha partecipato ai mondiali di atletica leggera e nel 2012 ai giochi olimpici di Londra 2012, senza però riuscire ad arrivare in finale in nessuna occasione.

## Palmarès
| Anno | Manifestazione      | Sede           | Evento           | Risultato | Prestazione | Note |
| ---- | ------------------- | -------------- | ---------------- | --------- | ----------- | ---- |
| 2006 | Giochi CAC          | Cartagena      | Lancio del disco | Argento   | 56,56 m     |      |
| 2007 | Mondiali            | Osaka          | Lancio del disco | 28º (q)   | 55,32 m     |      |
| 2007 | Giochi panamericani | Rio de Janeiro | Lancio del disco | 10º       | 50,09 m     |      |
| 2009 | Campionati CAC      | L'Avana        | Lancio del disco | Bronzo    | 57,47 m     |      |
| 2010 | Giochi CAC          | Mayagüez       | Lancio del disco | Oro       | 59,43 m     |      |
| 2011 | Campionati CAC      | Mayagüez       | Lancio del disco | Oro       | 60,20 m     |      |
| 2011 | Mondiali            | Taegu          | Lancio del disco | 17º (q)   | 61,75 m     |      |
| 2011 | Giochi panamericani | Guadalajara    | Lancio del disco | 7º        | 58,91 m     |      |
| 2012 | Giochi olimpici     | Londra         | Lancio del disco | 39º (q)   | 57,46 m     |      |
| 2014 | Commonwealth        | Glasgow        | Lancio del disco | Bronzo    | 62,34 m     |      |
| 2015 | Mondiali            | Pechino        | Lancio del disco | 22º (q)   | 60,85 m     |      |

## Altre competizioni internazionali
2014
- Bronzo in Coppa continentale ( Marrakech), lancio del disco - 62,70 m